# 小酒井義男
小酒井 義男（こざかい よしお、1906年（明治39年）3月21日 - 1993年（平成5年）6月21日）は、昭和期の労働運動家、政治家。参議院議員（3期）。

## 経歴
岐阜県郡上郡八幡町（現郡上市）出身。1918年（大正7年）八幡町尋常小学校を卒業した。
1927年（昭和2年）美濃電気軌道（現名古屋鉄道）に入社。1945年（昭和20年）名古屋鉄道労働組合の結成に参画し同執行委員長となる。1947年（昭和22年）日本私鉄労働組合総連合会（私鉄総連）中央執行副委員長に就任。日本労働組合総同盟（総同盟）愛知県連会長なども務めた。
1946年（昭和21年）日本社会党に入党し、同党岐阜県連会長などを歴任。1950年（昭和25年）6月の第2回参議院議員通常選挙で全国区に社会党公認で出馬して当選し、以後、第4回、第6回通常選挙で再選され、参議院議員に連続3期在任した。この間、参議院内閣委員長、同災害対策特別委員長などを務めた。
1978年（昭和53年）秋の叙勲で勲二等旭日重光章受章。
1993年（平成5年）6月21日死去、87歳。死没日をもって正四位に叙される。